# Роспес
Роспе́с (фр. Rospez, брет. Rospezh) — коммуна во Франции, находится в регионе Бретань. Департамент — Кот-д’Армор. Входит в состав кантона Ланьон. Округ коммуны — Ланьон.
Код INSEE коммуны — 22265.

## География
Коммуна расположена приблизительно в 420 км к западу от Парижа, в 145 км северо-западнее Ренна, в 55 км к северо-западу от Сен-Бриё.
Вдоль южной границы коммуны протекает река Генди.

## Население
Население коммуны на 2016 год составляло 1 756 человек.
| 1962 | 1968 | 1975 | 1982 | 1990 | 1999 | 2008 | 2016 |
| ---- | ---- | ---- | ---- | ---- | ---- | ---- | ---- |
| 737  | 758  | 1163 | 1630 | 1622 | 1527 | 1710 | 1756 |

## Администрация
| Период | Период | Фамилия          | Партия                  | Примечания           |
| ------ | ------ | ---------------- | ----------------------- | -------------------- |
| 1998   | 2004   | Жан-Клод Легадек | Социалистическая партия |                      |
| 2004   | 2008   | Мартен Ле Дьюзе  |                         |                      |
| 2008   |        | Жак Робен        | Социалистическая партия | работник электросети |

## Экономика

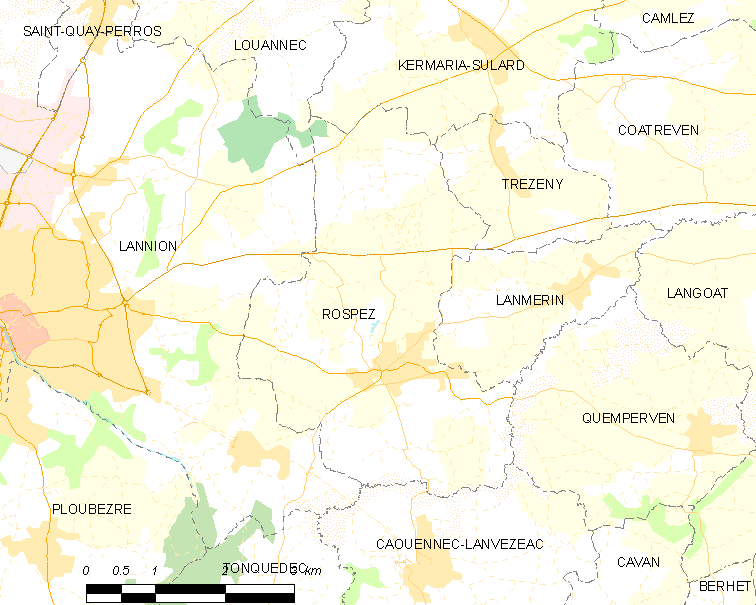
Карта коммуны

В 2007 году среди 1145 человек в трудоспособном возрасте (15—64 лет) 779 были экономически активными, 366 — неактивными (показатель активности — 68,0 %, в 1999 году было 70,9 %). Из 779 активных работали 724 человека (383 мужчины и 341 женщина), безработных было 55 (29 мужчин и 26 женщин). Среди 366 неактивных 94 человека были учениками или студентами, 156 — пенсионерами, 116 были неактивными по другим причинам.